# Ursus arctos dalli
L''orso bruno dell'isola di Dall' (Ursus arctos dalli Merriam, 1896) è una popolazione o possibile sottospecie dell'orso bruno, presente sull'Isola di Dall in Alaska, nella baia di Yakutat e vicino al ghiacciaio di Hubbard.
Venne descritto per la prima volta da Merriam nel 1896 ed è di aspetto molto simile al grizzly.
Tuttavia, la sua tassonomia è controversa, dato che varie fonti lo considerano come una semplice popolazione di orso grizzly.